# Жером Тома
Жером Тома (фр. Jérôme Thomas; нар. 20 січня 1979) — французький професійний боксер, призер Олімпійських ігор, чемпіон світу (2001) і призер чемпіонатів світу та Європи з боксу.

## Аматорська кар'єра

### Виступ на Олімпіаді 2000
- У першому раунді переміг Ерла Вайлтшайра (Австралія) — 13-1
- У другому раунді переміг Дрісса Тоу (Буркіна-Фасо) — RSC
- У чвертьфіналі переміг Хосе Наварро (США) — 23-12
- У півфіналі програв Булату Жумаділову (Казахстан) — 16-22

У 2001 році Тома став чемпіоном світу, перебоксувавши в фіналі українця Володимира Сидоренко. В 2002 на чемпіонаті Європи виборов бронзову нагороду, програвши в півфіналі болгарину Александру Александрову. На чемпіонаті світу 2003 Жером став другим, програвши в фіналі Сомжиту Джонгжохору (Таїланд). На чемпіонаті Європи 2004 програв в чвертьфіналі росіянину Георгію Балакшину.

### Виступ на Олімпіаді 2004
- У першому раунді переміг Ахіла Кумара (Індія) — 37-16
- У другому раунді переміг Хуана Карлоса Паяно (Домініканська Республіка) — 36-17
- У чвертьфіналі переміг Тулашбоя Донійорова (Узбекистан) — 23-18
- У півфіналі переміг Фуада Асланова (Азербайджан) — 23-18
- У фіналі програв Юріоркісу Гамбоа (Куба) — 23-38

На чемпіонаті Європи 2006 Тома завоював бронзову нагороду, поступившись в півфіналі Саміру Мамадову (Азербайджан). На чемпіонаті світу 2007 поступився в першому ж бою Георгію Балакшину.

### Виступ на Олімпіаді 2008
Тома програв в першому ж бою домініканцю Хуану Карлосу Паяно — 6-10

## Професіональна кар'єра
20 листопада 2008 року провів перший бій на профірингу. За період з 2008 по 2011 роки провів 13 боїв (усі — у Франції) проти маловідомих боксерів, в яких за однієї нічиєї здобував перемоги виключно за очками. 28 січня 2012 року в першому за межами Франції бою зазнав поразки нокаутом вже в 3 раунді і вирішив закінчити професіональну кар'єру.